# 高橋尚弥
高橋 尚弥（たかはし なおや、1993年8月28日 - ）は、日本の陸上競技選手。専門は長距離走。岩手県北上市出身。岩手県立黒沢尻北高等学校、東洋大学理工学部卒業。安川電機所属。身長180cm  体重62kg。

## 来歴・人物
高校時代は岩手県高校総体にて3冠(1500m,3000mSC,5000m)を達成するなど県ではトップクラスながら、全国では名が知られない存在だった。東洋大学進学後、3年生の2015年1月に開催された第91回東京箱根間往復大学駅伝競走に、復路6区にエントリーされる形で箱根駅伝に初出場し、区間8位であった。
大学4年となってから、5000mで13分台、10000mで29分台前半の記録を出し、「もう一歩でチームの主力となりうる存在」と報道で評された。大学入学後、トップクラスになるまで時間がかかった理由について、東洋大学陸上部監督の酒井俊幸は「大きな選手は、小さい選手に比べて筋力が必要なので、どうしても時間がかかります」と述べている。
2015年10月12日の出雲全日本大学選抜駅伝競走は1区に起用される。8 - 9位の順位で中継所近くまで来たが、曲がるべきコースを誤って直進したため、本来のコースに戻るまで20 - 30秒のタイムロスを生じ、その間に12位に後退した。これが響いて東洋大学は最終的に4位となった。同年11月の全日本大学駅伝対校選手権大会では5区にエントリーされる。首位で襷を受け取り、青山学院大学にトップを譲りながらもほぼ並走する形で6区につなぎ、最終的にチームは初の大学駅伝日本一となった。
2016年1月の第92回東京箱根間往復大学駅伝競走では復路の9区に起用され、トップと7分03秒差の2位で襷を受ける。1時間10分58秒の区間5位でトップとの差を25秒縮めたが、チームはそのまま総合2位でゴールし、2年連続優勝を逃した。
大学卒業後、安川電機に入社。

## 自己ベスト
- 5000m:13分52秒22
- 10000m:28分22秒98
- ハーフマラソン:1時間02分31秒

## 戦績
2011年 全国高校総体 3000mSC
予選4組13位 9分45秒97
2015年
- 1月 - 第91回東京箱根間大学往復駅伝 6区 1時間00分01秒　区間8位
- 3月 - 立川シティハーフマラソン 1時間02分31秒 14位
- 5月 - 関東学生陸上競技対校選手権大会ハーフマラソン1部  1時間05分04秒 3位
- 8月 - 蔵王坊平クロスカントリー男子シニアA部  26分35秒 3位
- 10月 - 出雲全日本大学選抜駅伝競走  23分57秒 区間12位
- 11月 - 全日本大学駅伝対校選手権大会  33分54秒 区間2位

2016年
- 1月 - 第92回東京箱根間大学往復駅伝　9区  1時間10分58秒 区間5位